# Тераса моренна

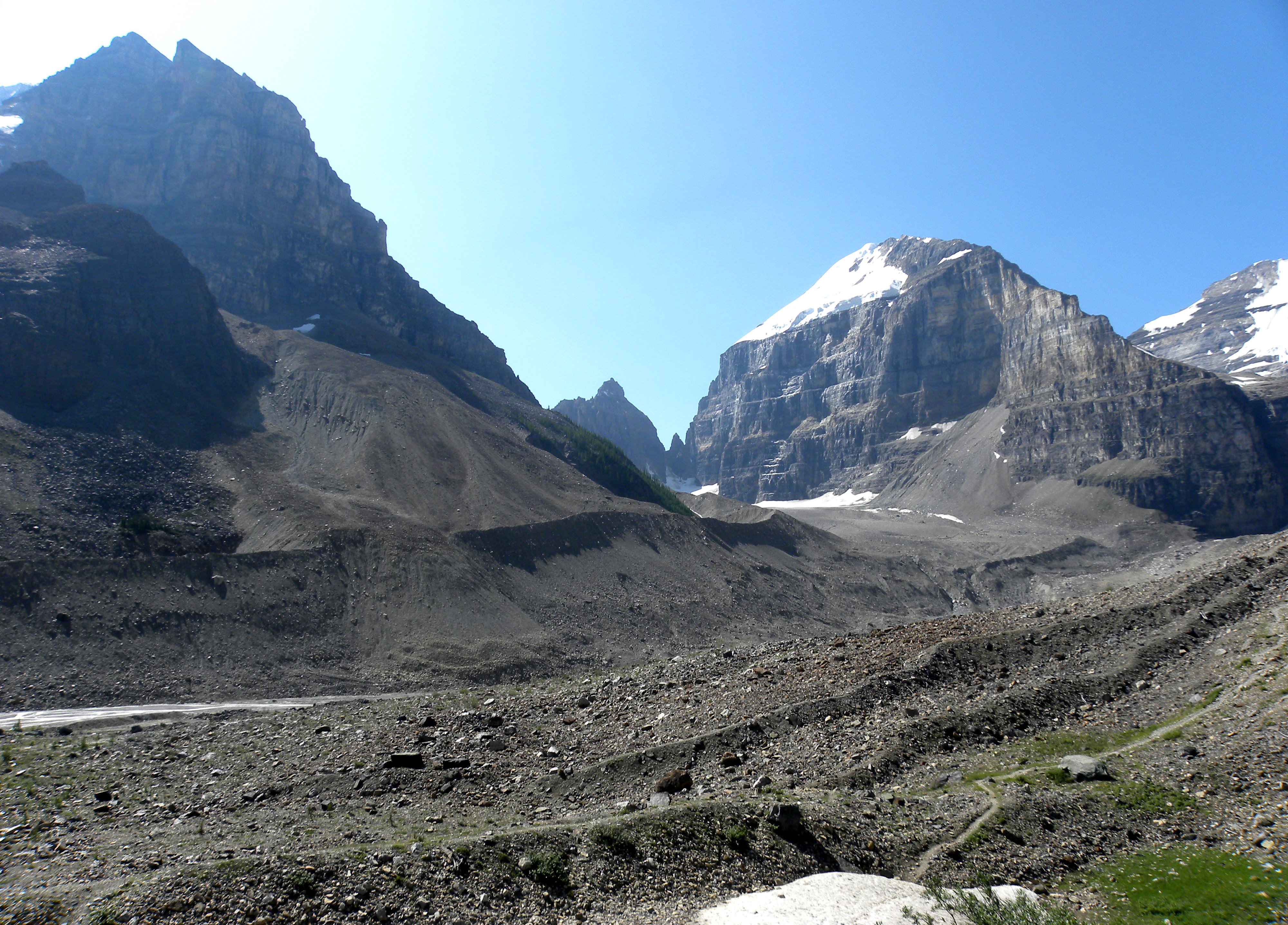

Тераса моренна (рос. терраса моренная, англ. moraine terrace, ) – бічна морена гірсько-долинного льодовика, яка спроектувалася після його деградації на корінний схил долини у вигляді тераси. При рівномірному таненні льодовика утворюється серія терас, розташованих одна над одною. Приклад – тераси у Ванчській долині Зах. Паміру.